# Leopoldo Trieste
Leopoldo Trieste (Reggio Calabria, 3 maggio 1917 – Roma, 25 gennaio 2003) è stato un attore, drammaturgo, regista e sceneggiatore italiano.

## Biografia
Nell'immediato dopoguerra fornì al teatro una trilogia sulla guerra e sulla violenza: La frontiera (1945), Cronaca (1946), prima opera teatrale al mondo ad affrontare il tema dell'Olocausto, e N.N. (1947). Il secondo dramma ispirò poi liberamente il film di Claudio Gora Febbre di vivere (1953), cui Trieste collaborò anche come sceneggiatore. Nel 1953 interpretò anche un assassino nel film Lo scocciatore (Via Padova 46). Nel 1995 Cronaca fu rappresentata con successo al Deutsches Theater di Berlino. Nel corso degli anni cinquanta ebbe una relazione sentimentale con l'attrice Giuliana Lojodice.
Lanciato come interprete cinematografico da Federico Fellini in Lo sceicco bianco (1952) e I vitelloni (1953), diresse a sua volta Città di notte (1958) e Il peccato degli anni verdi (1960), per dedicarsi poi totalmente alla carriera di attore, con frequenti apparizioni in commedie all'italiana quali Divorzio all'italiana (1961), Sedotta e abbandonata (1964), Il medico della mutua (1968), I baroni (1975), Piso pisello (1981), ma anche in grandi produzioni come Il padrino - Parte II (1974), Il nome della rosa (1986), Nuovo Cinema Paradiso (1988) e L'uomo delle stelle (1995).
Negli anni sessanta e settanta prese parte anche a diversi sceneggiati televisivi, quali Le inchieste del commissario Maigret, La famiglia Benvenuti e Il Circolo Pickwick, nonché nello sceneggiato per ragazzi Le avventure di Ciuffettino, andato in onda tra il 1969 e il 1970. Carlo Verdone aveva scritto per lui il ruolo dell'avvocato in Troppo forte (1986), parte che in seguito andò ad Alberto Sordi a 15 giorni dall'inizio delle riprese per decisione dei produttori. Nel 2000 partecipò all'episodio Il cane di terracotta della fiction Il commissario Montalbano, nel ruolo di Lillo Rizzitano.
Morì nella notte del 25 gennaio 2003, all'età di 85 anni, presso il Policlinico Umberto I di Roma, a causa di un infarto. La famiglia diffuse la notizia due giorni dopo, a esequie avvenute.

## Filmografia

### Attore

#### Cinema

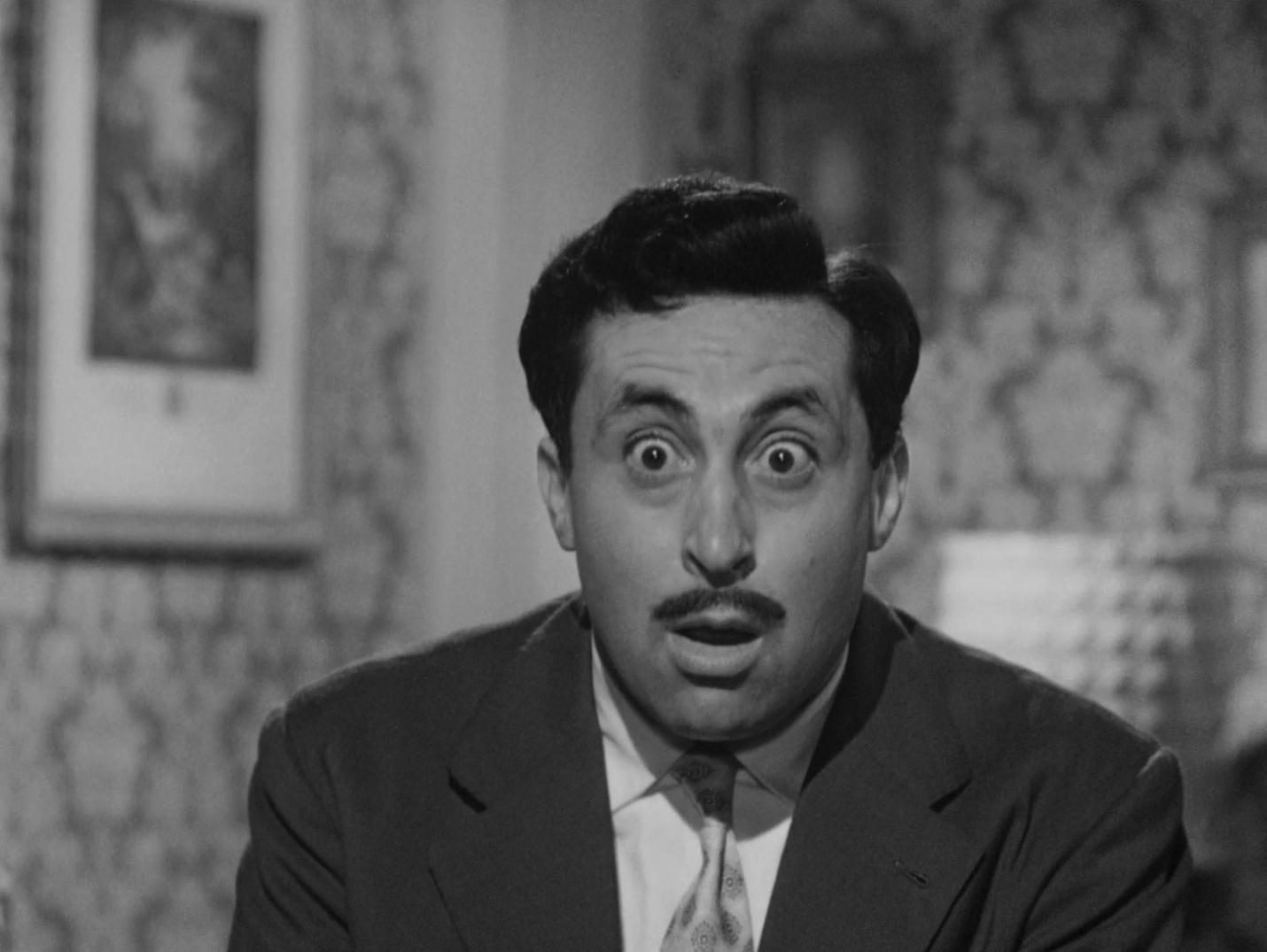
Leopoldo Trieste in Un americano a Roma (1954)

Leopoldo Trieste nel ruolo del barone Rizieri in Sedotta e abbandonata di Pietro Germi (1964)

- Preludio d'amore, regia di Giovanni Paolucci (1946)
- Lo sceicco bianco, regia di Federico Fellini (1952)
- I vitelloni, regia di Federico Fellini (1953)
- Lo scocciatore (Via Padova 46), regia di Giorgio Bianchi (1953)
- Un giorno in pretura, regia di Steno (1954)
- Dov'è la libertà...?, regia di Roberto Rossellini (1954)
- Un americano a Roma, regia di Steno (1954)
- Il coraggio, regia di Domenico Paolella (1955)
- Un eroe dei nostri tempi, regia di Mario Monicelli (1955)
- Il padrone sono me, regia di Franco Brusati (1955)
- Buonanotte... avvocato!, regia di Giorgio Bianchi (1955)
- Destinazione Piovarolo, regia di Domenico Paolella (1955)
- Il segno di Venere, regia di Dino Risi (1955)
- Città di notte, regia di Leopoldo Trieste (1956)
- Ritorno alla vita, regia di José Antonio Nieves Conde (1956)
- Addio alle armi (A Farewell to Arms), regia di Charles Vidor (1957)
- Il moralista, regia di Giorgio Bianchi (1959)
- I ragazzi dei Parioli, regia di Sergio Corbucci (1959)
- Avventura a Capri, regia di Giuseppe Lipartiti (1959)
- Tutti innamorati, regia di Giuseppe Orlandini (1959)
- Le svedesi, regia di Gian Luigi Polidoro (1960)
- Che gioia vivere, regia di René Clément (1961)
- Un giorno da leoni, regia di Nanni Loy (1961)
- Divorzio all'italiana, regia di Pietro Germi (1961)
- La smania addosso, regia di Marcello Andrei (1963)
- Il successo, regia di Mauro Morassi (1963)
- Sedotta e abbandonata, regia di Pietro Germi (1964)
- Sedotti e bidonati, regia di Giorgio Bianchi (1964)
- Via Veneto, regia di Giuseppe Lipartiti (1964)
- Panic Button... Operazione fisco!, regia di Giuliano Carnimeo (1964)
- Le voci bianche, regia di Pasquale Festa Campanile e Massimo Franciosa (1964)
- F.B.I. operazione Baalbeck, regia di Marcello Giannini (1964)
- Bianco, rosso, giallo, rosa, regia di Massimo Mida (1964)
- Una questione d'onore, regia di Luigi Zampa (1965)
- L'ombrellone, regia di Dino Risi (1965)
- Racconti a due piazze (Le lit à deux places), (1965)
- La ragazza del bersagliere, regia di Alessandro Blasetti (1966)
- Una vergine per il principe, regia di Pasquale Festa Campanile (1966)
- Spara forte, più forte... non capisco!, regia di Eduardo De Filippo (1966)
- Gente d'onore, regia di Folco Lulli (1967)
- A ciascuno il suo, regia di Elio Petri (1967)
- La cintura di castità, regia di Pasquale Festa Campanile (1967)
- Assicurasi vergine, regia di Giorgio Bianchi (1967)
- Il medico della mutua, regia di Luigi Zampa (1968)
- La prova generale, regia di Romano Scavolini (1968)
- Escalation, regia di Roberto Faenza (1968)
- L'uomo venuto dal Kremlino (The Shoes of the Fisherman), regia di Michael Anderson (1968)
- Togli le gambe dal parabrezza, regia di Massimo Franciosa (1969)
- Il segreto di Santa Vittoria (The Secret of Santa Vittoria), regia di Stanley Kramer (1969)
- Il clan dei siciliani (Le Clan des Siciliens), regia di Henri Verneuil (1969)
- The Martlet's Tale, regia di John Crowther (1970)
- Le avventure di Gerard (The Adventures of Gerard), regia di Jerzy Skolimowski (1970)
- Pussycat, Pussycat, I Love You, regia di Rod Amateau (1970)
- Una macchia rosa, regia di Enzo Muzii (1970)
- L'asino d'oro: processo per fatti strani contro Lucius Apuleius cittadino romano, regia di Sergio Spina (1970)
- Stress, regia di Corrado Prisco (1971)
- Darsela a gambe (La Poudre d'escampette), regia di Philippe de Broca (1971)
- La vacanza, regia di Tinto Brass (1971)
- Reazione a catena, regia di Mario Bava (1971)
- Il sorriso del ragno, regia di Massimo Castellani (1971)
- Trastevere, regia di Fausto Tozzi (1971)
- Mania di grandezza (La Folie des Grandeurs), regia di Gérard Oury (1971)
- Racconti proibiti... di niente vestiti, regia di Brunello Rondi (1972)
- Anche se volessi lavorare, che faccio?, regia di Flavio Mogherini (1972)
- Una cavalla tutta nuda, regia di Franco Rossetti (1972)
- Mafiosi di mezza tacca e una governante dritta (Every Little Crook and Nanny), regia di Cy Howard (1972)
- Colpiscono senza pietà (Pulp), regia di Mike Hodges (1972)
- Il tuo piacere è il mio, regia di Claudio Racca (1973)
- La signora è stata violentata!, regia di Vittorio Sindoni (1973)
- A Venezia... un dicembre rosso shocking (Don't Look Now), regia di Nicolas Roeg (1973)
- Viaggia, ragazza, viaggia, hai la musica nelle vene, regia di Pasquale Squitieri (1974)
- Amore mio non farmi male, regia di Vittorio Sindoni (1974)
- L'ammazzatina, regia di Ignazio Dolce (1974)
- Fischia il sesso, regia di Gian Luigi Polidoro (1974)
- Commissariato di notturna, regia di Guido Leoni (1974)
- Il saprofita, regia di Sergio Nasca (1974)
- Il padrino - Parte II (The Godfather Part II), regia di Francis Ford Coppola (1974)
- I baroni, regia di Giampaolo Lomi (1975)
- Son tornate a fiorire le rose, regia di Vittorio Sindoni (1975)
- Due cuori, una cappella, regia di Maurizio Lucidi (1975)
- Roma drogata la polizia non può intervenire, regia di Luciano Marcaccini (1975)
- Vergine, e di nome Maria, regia di Sergio Nasca (1975)
- Lezioni private, regia di Vittorio De Sisti (1975)
- Perdutamente tuo... mi firmo Macaluso Carmelo fu Giuseppe, regia di Vittorio Sindoni (1976)
- Lezioni di violoncello con toccata e fuga, regia di Davide Montemurri (1976)
- Il giorno dell'Assunta, regia di Nino Russo (1977)
- L'albero della maldicenza, regia di Giacinto Bonacquisti (1979)
- Caligola, regia di Tinto Brass (1979)
- Black Stallion, regia di Carroll Ballard (1979)
- Piedone d'Egitto, regia di Steno (1980)
- Il marchese del Grillo, regia di Mario Monicelli (1981)
- Piso pisello, regia di Peter Del Monte (1982)
- Malamore, regia di Eriprando Visconti (1982)
- Trenchcoat, regia di Michael Tuchner (1983)
- Enrico IV, regia di Marco Bellocchio (1984)
- Passaporto segnalato, regia di Sergio Martino (1985)
- Momo, regia di Johannes Schaaf (1986)
- Il nome della rosa (The Name of the Rose), regia di Jean-Jacques Annaud (1986)
- Il coraggio di parlare, regia di Leandro Castellani (1987)
- Don Bosco, regia di Leandro Castellani (1988)
- I giorni randagi, regia di Filippo Ottoni (1988)
- Nuovo Cinema Paradiso, regia di Giuseppe Tornatore (1988)
- Stradivari, regia di Giacomo Battiato (1988)
- Il sole buio, regia di Damiano Damiani (1990)
- Viaggio d'amore, regia di Ottavio Fabbri (1990)
- Italia Village, regia di Giancarlo Planta (1994)
- Il giudice ragazzino, regia di Alessandro Di Robilant (1994)
- L'uomo delle stelle, regia di Giuseppe Tornatore (1995)
- Ojos de amatista, regia di Roberto Aguerre (1996)
- Marianna Ucrìa, regia di Roberto Faenza (1997)
- Il manoscritto del Principe, regia di Roberto Andò (2000)
- Il consiglio d'Egitto, regia di Emidio Greco (2003)

#### Televisione
- Le inchieste del commissario Maigret (episodio Maigret e i diamanti), regia di Mario Landi (1968)
- Il Circolo Pickwick, regia di Ugo Gregoretti (1968)
- Un'estate, un inverno, regia di Mario Caiano (1971)
- Don Giovanni in Sicilia, regia di Guglielmo Morandi (1977)
- Quo vadis?, regia di Franco Rossi (1985)
- I promessi sposi, regia di Salvatore Nocita (1989)
- Il commissario Montalbano (episodio Il cane di terracotta), regia di Alberto Sironi (2000)

### Regista
- Città di notte (1958)
- Il peccato degli anni verdi (1960)

## Teatro

### Autore
- La frontiera, regia di Mario Landi. Teatro Quirino di Roma, 4 luglio 1945.
- Cronaca, regia di Mario Landi. Teatro Excelsior di Milano, 20 novembre 1946; da cui è stato tratto Febbre di vivere di Claudio Gora (1953)[3]
- N.N., regia di Gerardo Guerrieri. Teatro delle Arti di Roma, 15 dicembre 1947.

## Prosa radiofonica Rai
- Cronaca, commedia in tre atti di Leopoldo Trieste, regia di Anton Giulio Majano, trasmessa il 21 aprile 1947.
- Finestra nell'isola, radiocommedia di Leopoldo Trieste e M. Visconti, regia di Guglielmo Morandi, trasmessa il 5 novembre 1949.

## Riconoscimenti
- David di Donatello
  - 1994 – Candidatura come miglior attore non protagonista per Il giudice ragazzino
  - 1996 – Miglior attore non protagonista per L'uomo delle stelle
- Nastro d'argento
  - 1965 – Migliore attore non protagonista per Sedotta e abbandonata
  - 1985 – Migliore attore non protagonista per Enrico IV
  - 1995 – Candidatura come miglior attore non protagonista per Il giudice ragazzino
  - 1996 – Migliore attore non protagonista per L'uomo delle stelle
- Premio Flaiano sezione teatro[4]
  - 1990 – Migliore autore per Capriccio in La minore

## Doppiatori italiani
- Carlo Romano in Lo sceicco bianco, Il padrone sono me
- Vinicio Sofia in Il coraggio, Il moralista
- Ferruccio Amendola in Reazione a catena, Quo vadis?
- Adolfo Geri in I vitelloni
- Emilio Cigoli in Lo scocciatore (Via Padova 46)
- Enzo Garinei in Una vergine per il principe
- Gianfranco Bellini in Il sorriso del ragno

## Omaggi
Il 3 maggio 2017, in occasione del centenario della nascita, gli è stata intitolata una piazza nella sua città natale Reggio Calabria.